# Список умерших в 1017 году

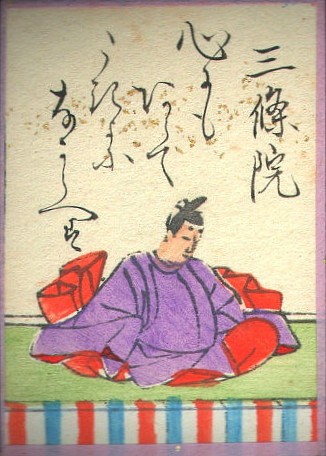
Император Сандзё

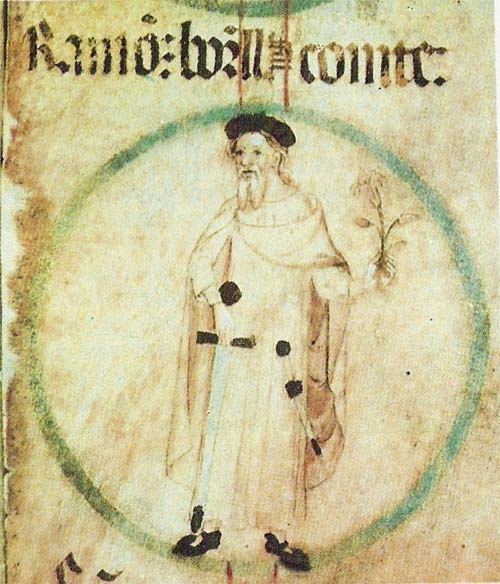
Рамон Боррель I

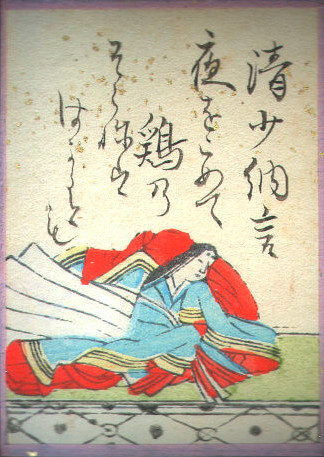
Сэй-Сёнагон

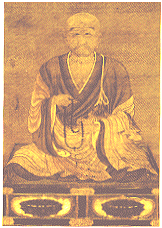
Гэнсин

В этой статье представлен список известных людей, умерших в 1017 году.
См. также: Категория:Умершие в 1017 году

## Январь
- 5 января — Фридрих I фон Веттин — граф Айленбурга, граф в гау Сиусули с 997, граф в Гассегау с 1009, бургграф Мейсена 1009—1015

## Февраль
- 5 февраля — Санчо I Гарсия Законодатель
 — граф Кастилии (995—1017)

## Июнь
- 5 июня — Император Сандзё — император Японии (1011—1016)
- 11 июня — Деодат — епископ Праги (998—1017)

## Июль
- 6 июля — Гэнсин — японский религиозный деятель, сформулировавший догмы амидаизма

## Сентябрь
- 8 сентября — Рамон Боррель I — граф Барселоны (992/993—1017) (c 988 соправитель отца)
- 18 сентября — Генрих фон Швайнфурт — маркграф баварского Нордгау (994—1017)

## Ноябрь
- 3 ноября — Бурхард I фон Гозек — граф Хасегау (991—1017), пфальцграф Саксонии (1003—1017), граф Мерзебурга (1012—1017

## Дата неизвестна или требует уточнения
- Кандиано, Витале — Венецианский дож {978—979)
- Мамун II[англ.] — хорезмшах (1009—1017)
- Рено Вандомский — граф Вандомский (1005—1017), граф Парижский (1005—1017), епископ Парижа (991—1017), канцлер Франции (988)
- Сэй-Сёнагон — японская писательница, родоначальница литературного жанра дзуйхицу, написавшая «Записки у изголовья» По другим источникам умерла в 1025 году
- Фудзивара но Джунши[англ.] — императрица-консорт Японии (982—984), жена императора Энъю
- Эдрик Стреона — крупный англосаксонский аристократ и землевладелец, элдормен Мерсии (1007—1017).
- Эльвира Гарсия Кастильская — королева-консорт Леона и Галисии, жена короля Бермудо II, регент при своём сыне Альфонсо V (999—1007)
- Эмнильда — славянская княжна и княгиня Польши в качестве супруги Болеслава I Храброго.
- Юдифь Бретонская — герцогиня-консорт Нормандии, жена герцога Ричарда II